# گوی‌تپه (شهر)
گوی‌تپه (به لاتین: Göytəpə، پیش از ۱۹۹۲ میلادی پریشیب Prišib یا پرشیبیسکویه Prishibinskoye) شهری در شهرستان جلیل‌آباد کشور جمهوری آذربایجان است. گوی‌تپه ۱۴۴۰۰ نفر جمعیت دارد.

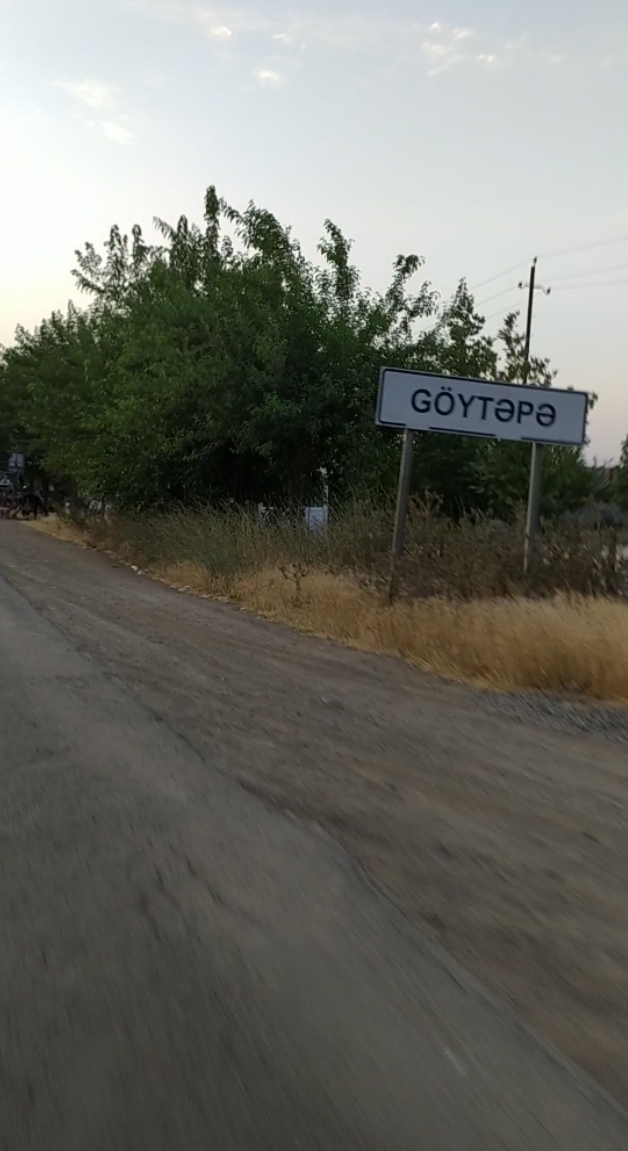
ورودی شهر گوی‌تپه

## ریشه واژه
گوی‌تپه در زبان ترکی یعنی تپه آبی.
نام این شهر در کتاب‌های تاریخی گوگ‌تپه بود. نام این شهرک از ۱۸۴۰ تا ۱۹۹۲ میلادی پریشیب (به روسی: Пришиб) یا پریشیبسکویه (به روسی: Пришибинское) بود. در ۲۹ آوریل ۱۹۹۲ با فرمان‌نامه شماره ۱۱۲ شورای ملی جمهوری آذربایجان نام آن به گوی‌تپه بازگشت.

## تاریخچه
پس از تصرف سرزمین‌های شمال رود ارس و تالش شمالی در سده ۱۹ میلادی، بیش از ۲۵۰ هزار تن از روس‌ها با فرمان حکومت این کشور به جنوب قفقاز از جمله شهرهای باکو و گنجه برای تثبیت قدرت نظامی کوچانده شدند. شماری از روس‌های ارتدکس (به ویژه مالاکان‌ها) در سال ۱۸۴۰ میلادی به اجبار از استان اورنبورگ روسیه در حوالی شهرک آستراخانوفکا و در دامنه‌ها و زمین‌های حاصلخیز نواحی پایانی کوه‌های تالش و در اویزد لنکران ساکن شدند. پس از آن شماری از شهرک‌ها با نام‌های روسی همچون تاتیانوفکا، پریوولنویه، میخائیلوفکا، پتروفکا و... در این نواحی به وجود آمد.
این شهر در سال ۱۹۶۷ عنوان شهر را دریافت کرد.
در دوره شوروی، یک کارخانه تعمیر خودرو، یک مزرعه دولتی کشت انگور و یک کارخانه شراب سازی در شهر ساخته شد.
اگرچه بیش‌تر روس‌ها پس از فروپاشی اتحاد جماهیر شوروی به روسیه مهاجرت کردند، بسیاری از خانه‌های با چوب بلوط ساخته شده به سبک روسی هنوز در گوی‌تپه پابرجا مانده است و شماری از روس‌های سالمند در آن‌ها ساکن هستند.

## بناهای تاریخی
کلیسای روسی که در سال ۱۸۷۸ میلادی در شهرک گوی‌تپه ساخته شده است، تا به امروز پابرجا مانده است این بنا در فهرست بناهای تاریخی و فرهنگی با اهمیت بومی جمهوری آذربایجان گنجانده شده است.

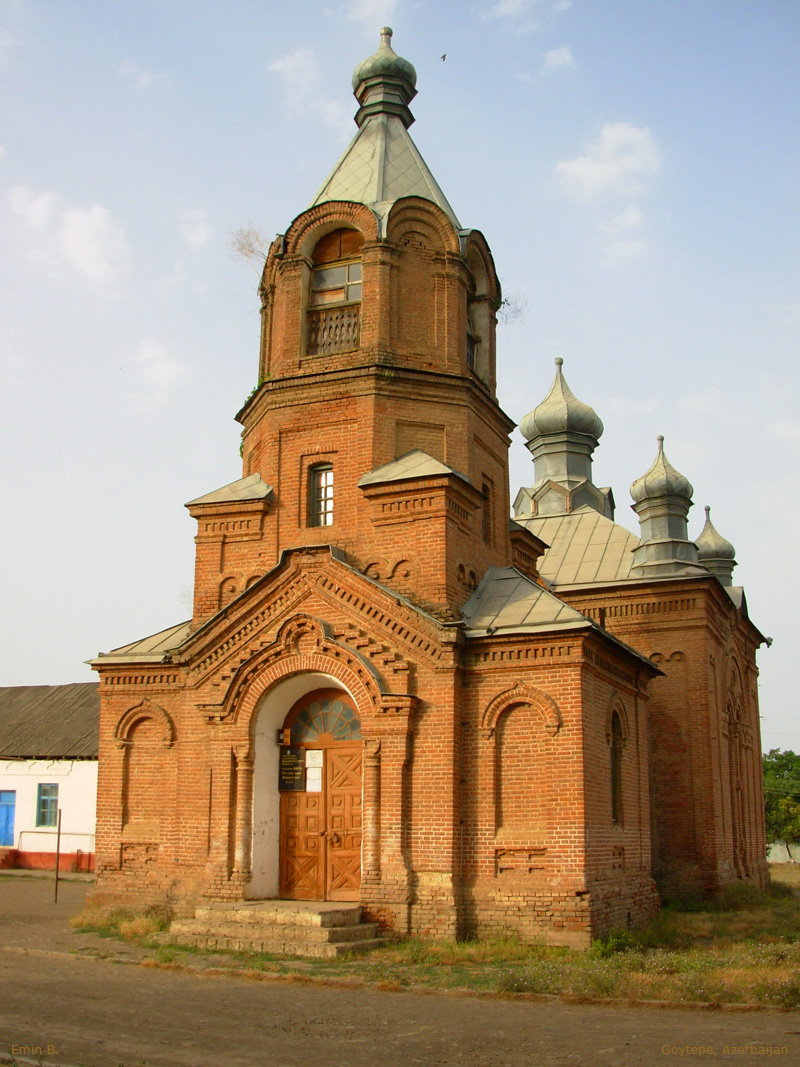
کلیسای ارتدکس روسی گوی‌تپه که در سده ۱۹ میلادی ساخته شده است